# Bistecca

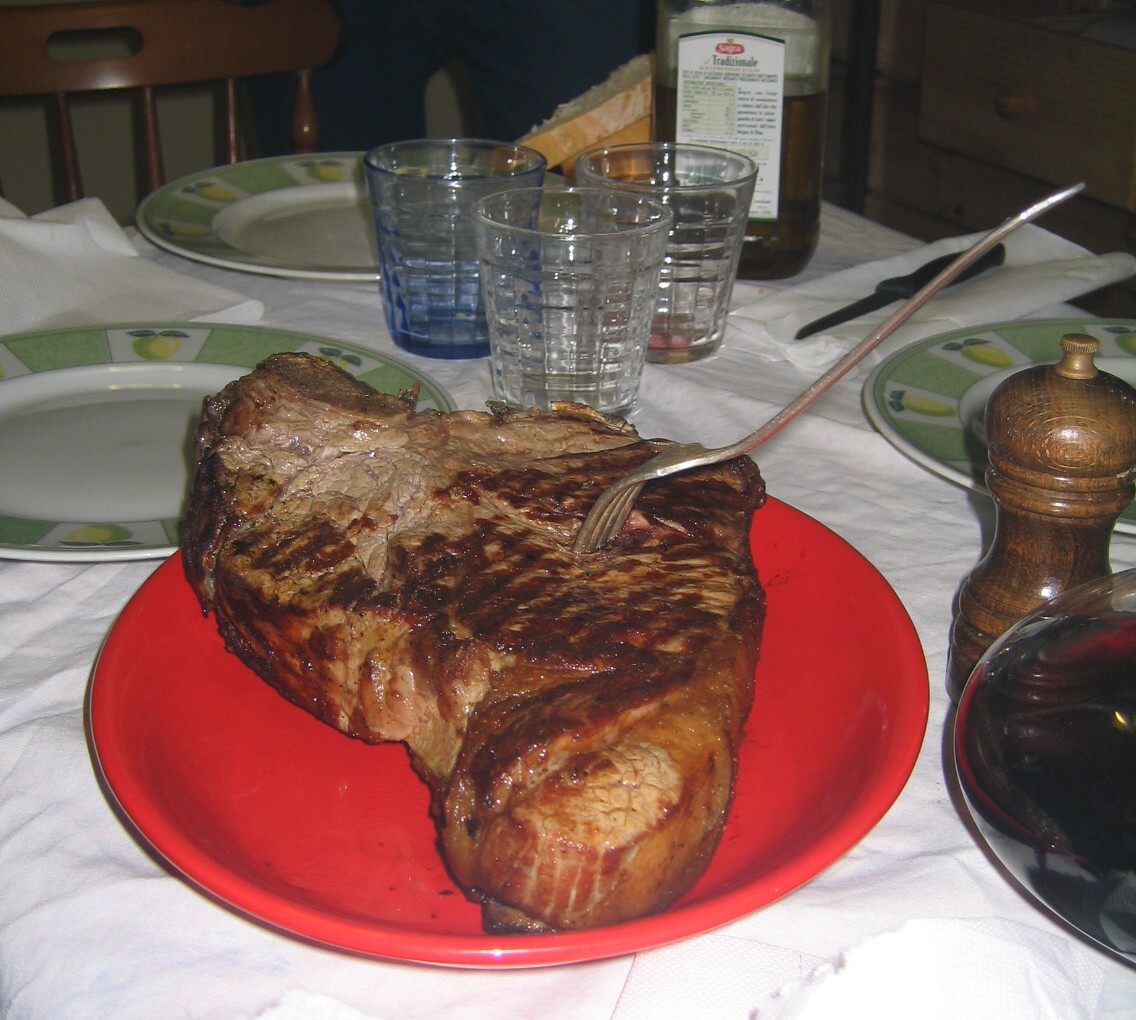
Una bistecca cotta alla brace

La bistecca (dall'inglese beef steak, costola di manzo) è un tipo di taglio di carne, solitamente di bovino ma anche di cavallo, suino o altri animali, come la renna. Il taglio viene effettuato solitamente in modo perpendicolare ai muscoli dell'animale in modo da aumentare la tenerezza della carne. La bistecca, che si presenta generalmente con l'aspetto di una "fetta" di carne, viene cotta e consumata principalmente alla griglia, ai ferri o fritta. I tagli della zona lombare o del costato vengono cotti molto velocemente per evitare l'indurimento della carne, mentre i tagli di collo o girello vengono cotti lentamente o inteneriti meccanicamente.
In molte zone europee, la bistecca più diffusa è, quasi per antonomasia, la bistecca alla fiorentina, chiamata in lingua inglese "T-Bone steak" per via del caratteristico osso a forma di T. Tuttavia, soprattutto nella cultura statunitense il concetto di bistecca è molto più vasto, comprendendo un gran numero di tipi di bistecche, differenziate principalmente dal tipo di taglio della carne.

## Bistecche di bovino

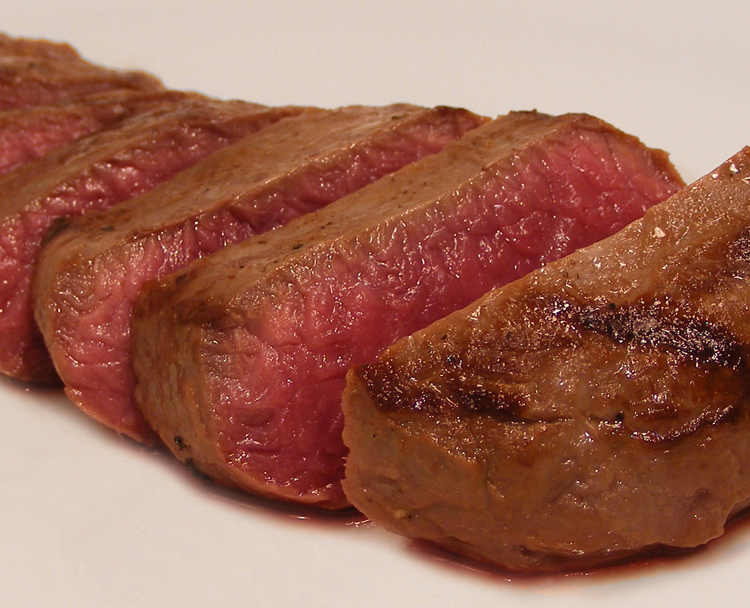
Bistecca di renna

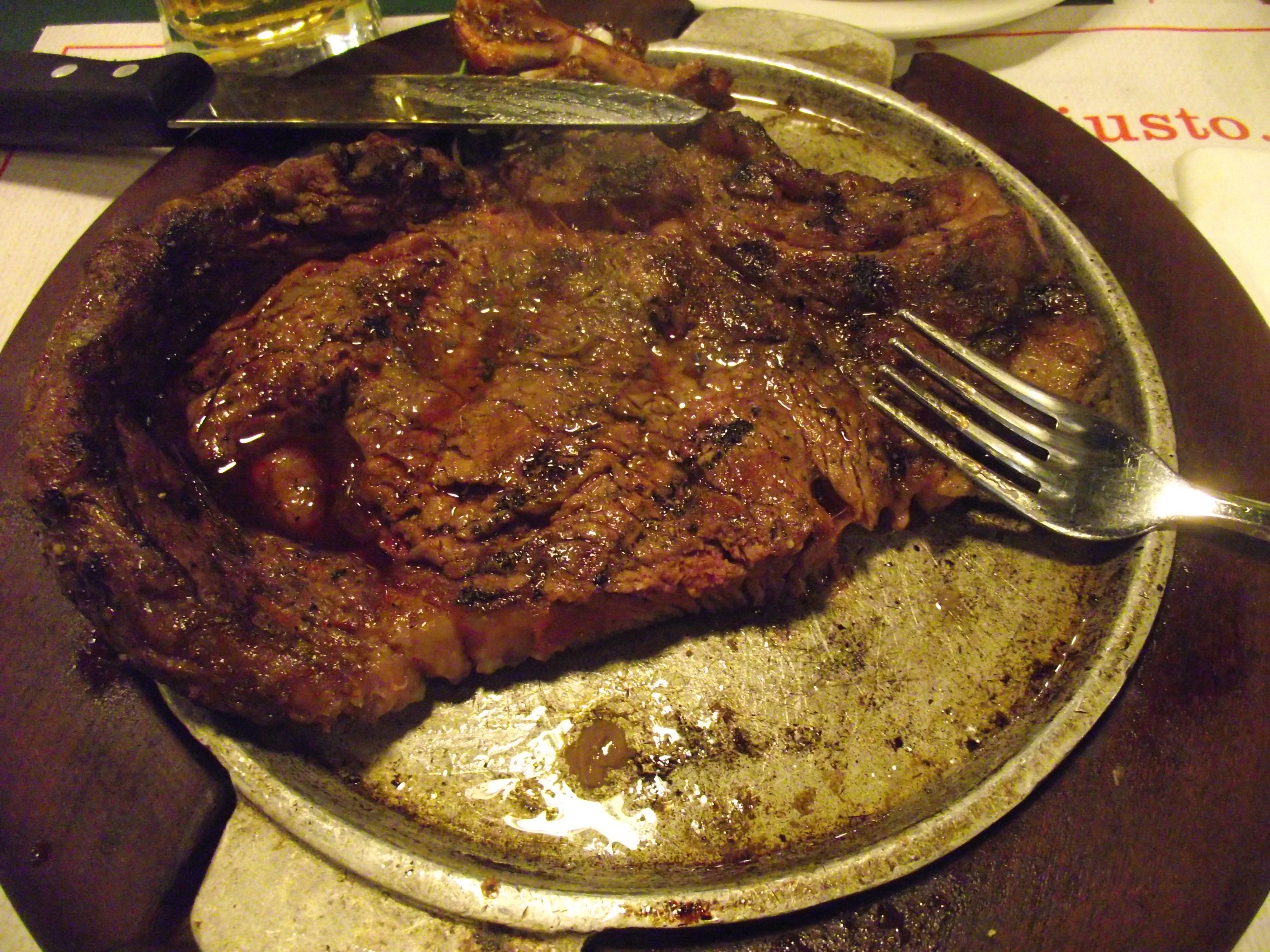
Costata di manzo da 400 g o Rib eye steak

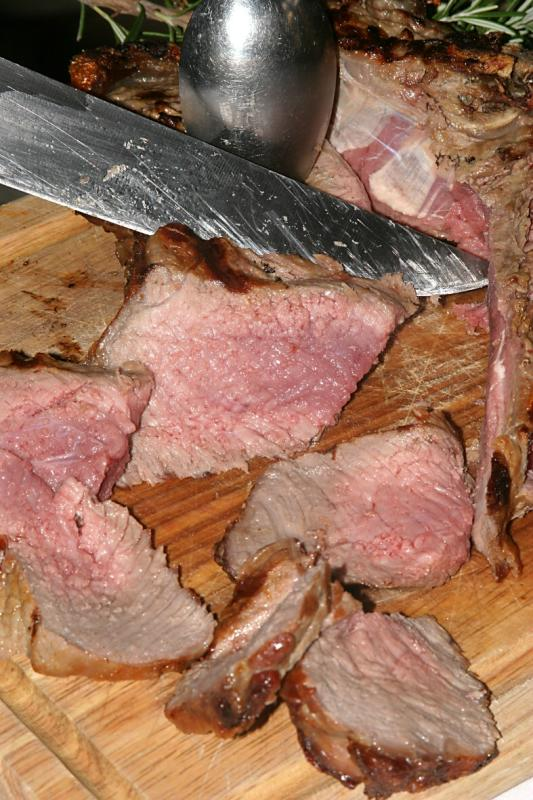
Tagliata di bistecca

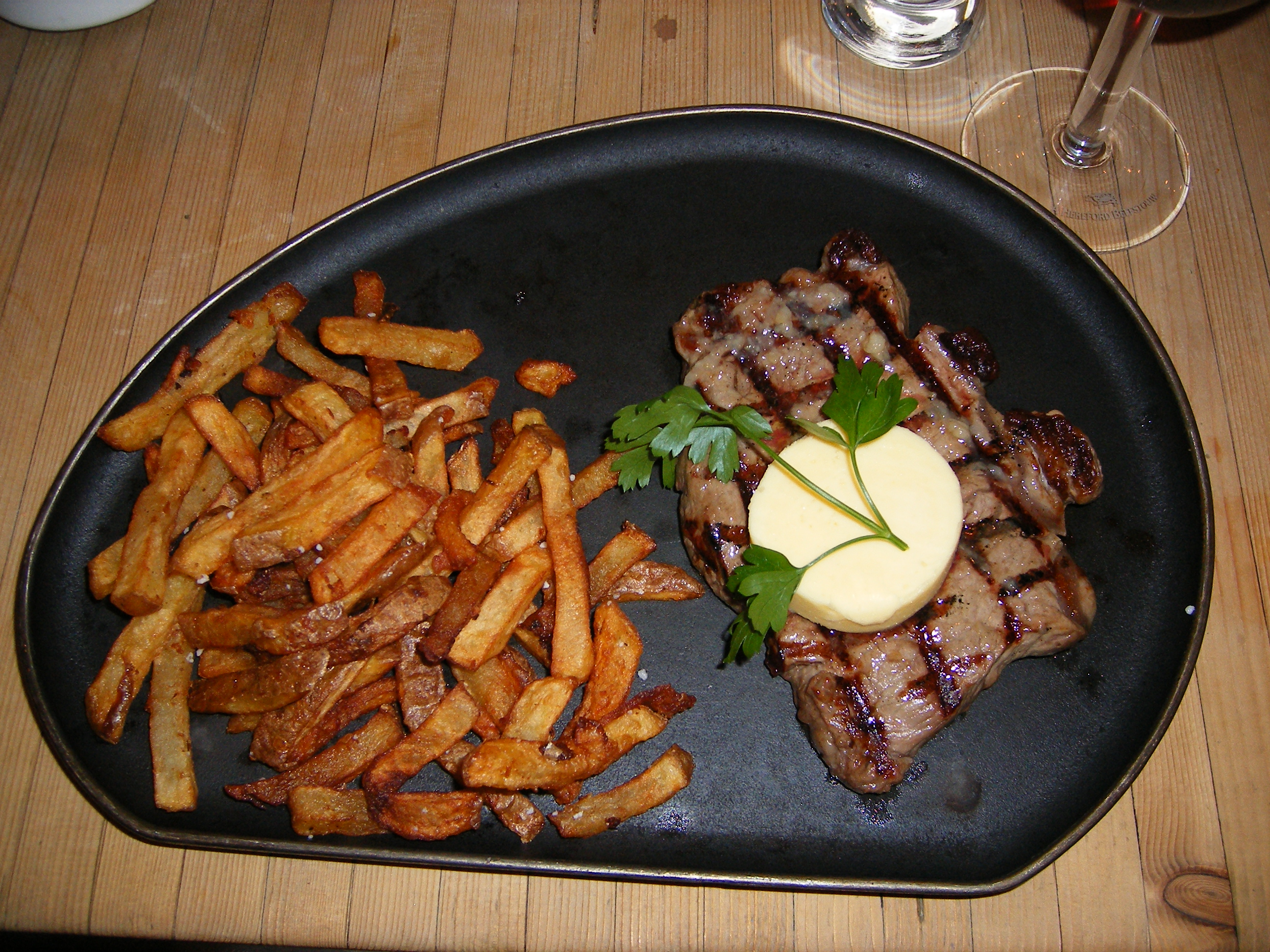
Bistecca di controfiletto o Sirloin steak

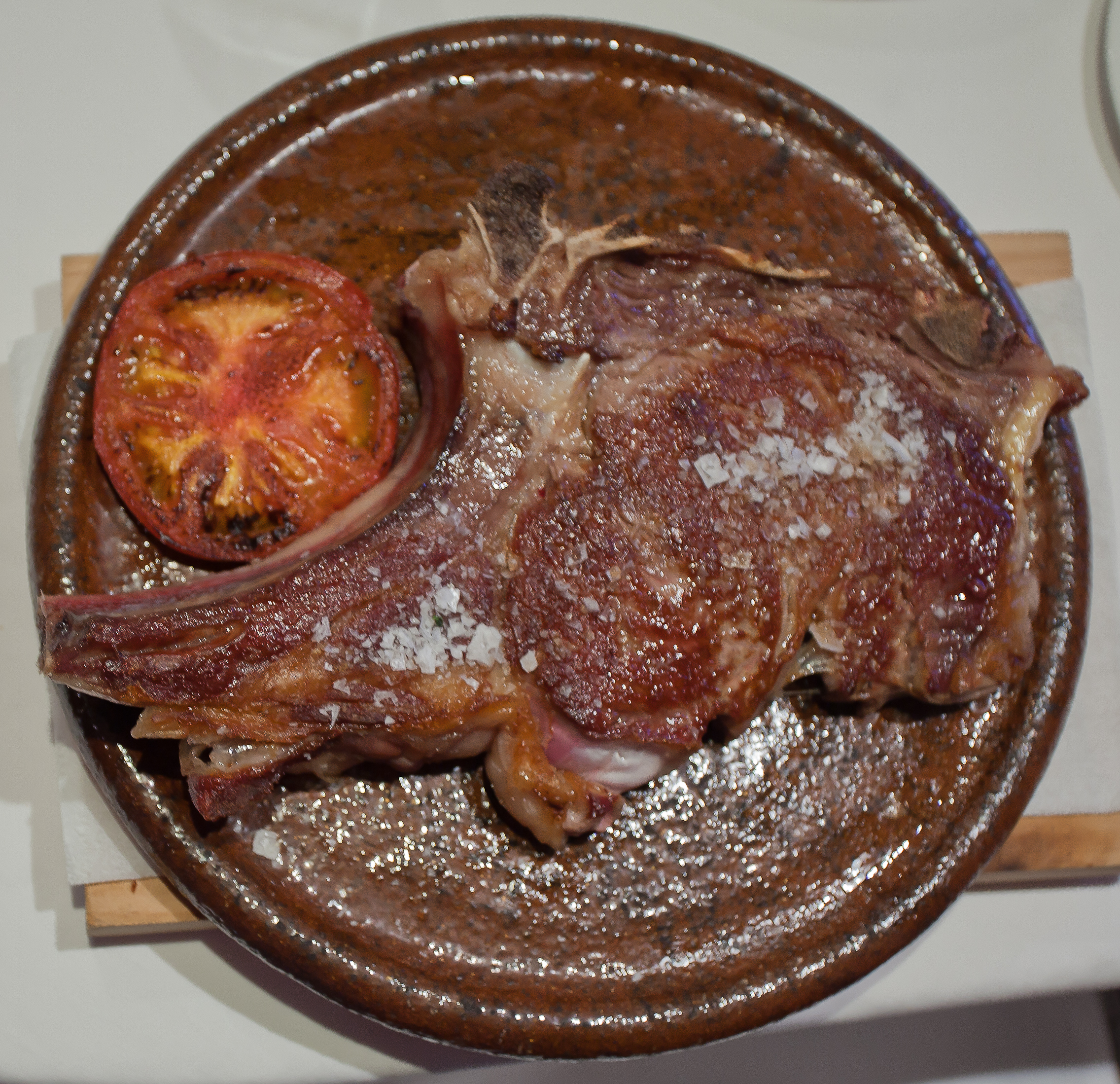
Bistecca Chuletón spagnola

### Italia
Dal taglio del costato:
- Costata di manzo

Dal taglio della lombata:
- Bistecca alla fiorentina
- Bistecca di filetto
- Bistecca di controfiletto o roast beef

Dal taglio della coscia:
- Bistecca di scamone
- Bistecca di fesa
- Bistecca di girello

Dal taglio dei garretti anteriori e posteriori:
- Bistecca di ossobuco

Dal taglio della pancia:
- Bistecca di fiocco o bistecca di punta di petto

Da tutti i tagli:
- Bistecca alla veneta (fettina alta 8 mm o poco più cotta prevalentemente alla griglia)

### Stati Uniti
Dal taglio del collo (chuck):
- 7 bone steak
- Chuck steak e chuck eye steak
- Shoulder steak e shoulder top blade steak o flat iron steak
- Short ribs steak

Dal taglio del costato (rib):
- Rib roast e rib steak
- Rib eye roast e rib eye steak
- Back ribs steak

Dal taglio della lombata (loin):
- Porterhouse steak e T-Bone steak
- Short loin steak e strip steak o New York strip
- Top loin steak o chateaubriand steak, con o senza osso
- Tenderloin roast e tenderloin steak o filet mignon

Dal taglio del controfiletto (sirloin):
- Tri-tip roast e tri-tip steak
- Top sirloin steak

Dai tagli di grilletto, fesa e scamone (round):
- Top round steak o cube steak
- Bottom round roast e bottom round steak
- Eye round roast e eye round steak
- Round tip roast e round tip steak o popesye steak
- Sirolin tip roast e sirloin tip steak o flap steak
- Sirloin side steak

Dai tagli di petto e garretti (brisket, shank e foreshank):
- Shank steak
- Brisket steak

Dai tagli di pancia e taglio reale (flank e plate):
- Skirt steak, interna o esterna
- Flank steak